# Cultura Safety-Harbor

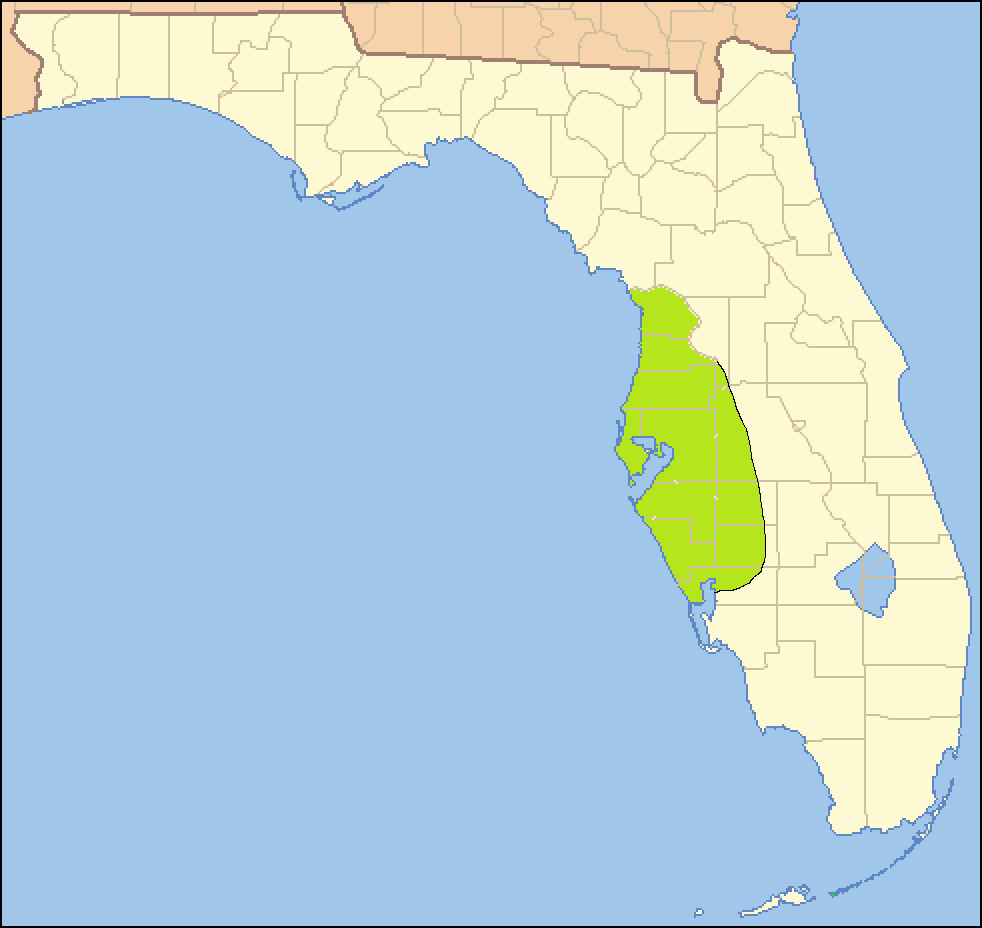
Mapa del área aproximada de la cultura arqueológica de Safety-Harbor.

La cultura Safety-Harbor era una cultura arqueológica que experimentaron los pueblos nativos que vivían en el centro-oeste de la península de Florida desde el siglo X hasta principios del siglo XVIII. Esta cultura está definida por la presencia de cerámica Safety-Harbor en montículos de enterramiento. Se le llama así por el Sitio Safety-Harbor, en el centro del área, que es la localización probable de la ciudad capital de los tocobaga.
Las tribus de la cultura Safety-Harbor estaban organizada en cacicazgos y vivían principalmente en pueblos a lo largo de la bahía de Tampa y de la contigua costa del golfo de México. Los cacicazgos ocupaban un área de unos 24 km de costa y 32 km hacia el interior. Cada cacicazgo tenía una capital con un templo y una plaza central. Los más importantes residentes de la ciudad vivían en casas alrededor de la plaza, mientras que los demás en cabañas más lejos.

## Geografía y periodos de tiempo
La cultura Safety-Harbor se extendía por la costa centro-oeste de la peninsula de Florida desde las actuales ciudades de Tarpon Springs a Sarasota, alcanzando el río Aucilla por el norte y el Puerto Charlotte por el sur.
Para dividir esta cultura en periodos, los arqueólogos se basan en la decoración de la cerámica y en los utensilios europeos que se han encontrado en sus pueblos. Las fases anteriores al contacto europeo son la Englewood (900-1100) y la Pinellas (1100-1500). Y las fases durante el periodo colonial español incluyen la Tatham (1500-1567) y la Bayview (1567-1725).